# Schottenhof (Waldsassen)
Schottenhof ist ein Gemeindeteil der Stadt Waldsassen im oberpfälzischen Landkreis Tirschenreuth.

## Geografie
Schottenhof liegt im Oberpfälzer Wald, nahe der Grenze zur Tschechischen Republik. Der Weiler liegt dreieinhalb Kilometer nördlich von Waldsassen.

## Geschichte
Das bayerische Urkataster zeigt Schottenhof in den 1810er Jahren als kleine Ortschaft, die aus drei stattlichen Vierseithöfen besteht. Zwei dieser Höfe liegen am Nordufer eines kleinen Teiches und sind unmittelbar benachbart, das dritte Gehöft befindet sich etwas abgesetzt davon an der Nordwestecke des Ortes. Von den bayerischen Gemeindeedikten bis in die 1970er Jahre hinein gehörte Schottenhof zur Gemeinde Münchenreuth. Als die Gemeinde Münchenreuth mit der bayerischen Gebietsreform ihre Selbstständigkeit verlor, wurde Schottenhof zusammen mit den übrigen Gemeindeteilen in die Stadt Waldsassen eingegliedert.
| Jahr          | 001900 | 001925 | 001950 | 001961 | 001970 | 001987 |
| Einwohnerzahl | 19     | 16     | 15     | 21     | 17     | 10     |

## Baudenkmäler
- Liste der Baudenkmäler in Schottenhof